# گمینا ستاره چارنووو
گمینا ستاره چارنووو (به لهستانی:  Gmina Stare Czarnowo) یک گمینا در لهستان است که در شهرستان گرفینو واقع شده‌است. گمینا ستاره چارنووو ۱۵۳٫۱۷ کیلومتر مربع مساحت و ۳٬۸۷۱ نفر جمعیت دارد.